# Ústavní referendum v Togu v roce 1963
Ústavní referendum v Togu se konalo 5. května 1963 spolu se všeobecnými volbami. Podle návrhu se Togo mělo stát prezidentskou republikou s jednokomorovým parlamentem. Oficiální účast byla 91,1 % voličů a pro přijetí referenda se vyslovilo 98,5 % z nich.

## Referendum
Ústavní referendum se konalo v souvislosti s vojenským převratem, ke kterému došlo 12. až 13. ledna 1963, během něhož byl svržen a zavražděn prezident Sylvanus Olympio. Návrh ústavní novely počítal s prezidentským systémem s širokými pravomocemi. Podle návrhu mohl prezident zastávat funkci pouze po dvě funkční období. Součástí návrhu byl také jednokomorový parlament, tvořený Národním shromážděním. Novela také zaváděla povinné použití referenda při jakékoliv změně ústavy. Do té doby bylo vyhlášení referenda v této záležitosti nepovinné.

## Výsledky referenda
| Volba                               | Počet hlasů | %      |
| ----------------------------------- | ----------- | ------ |
| Pro                                 | 568 402     | 98,5 % |
| Proti                               | 8 484       | 1,5 %  |
| Neplatných hlasů                    | 5 423       |        |
| Celkem                              | 582 309     | 100 %  |
| Registrovaných voličů/volební účast | 639 524     | 91,1 % |